# Primer Aixecament Serbi

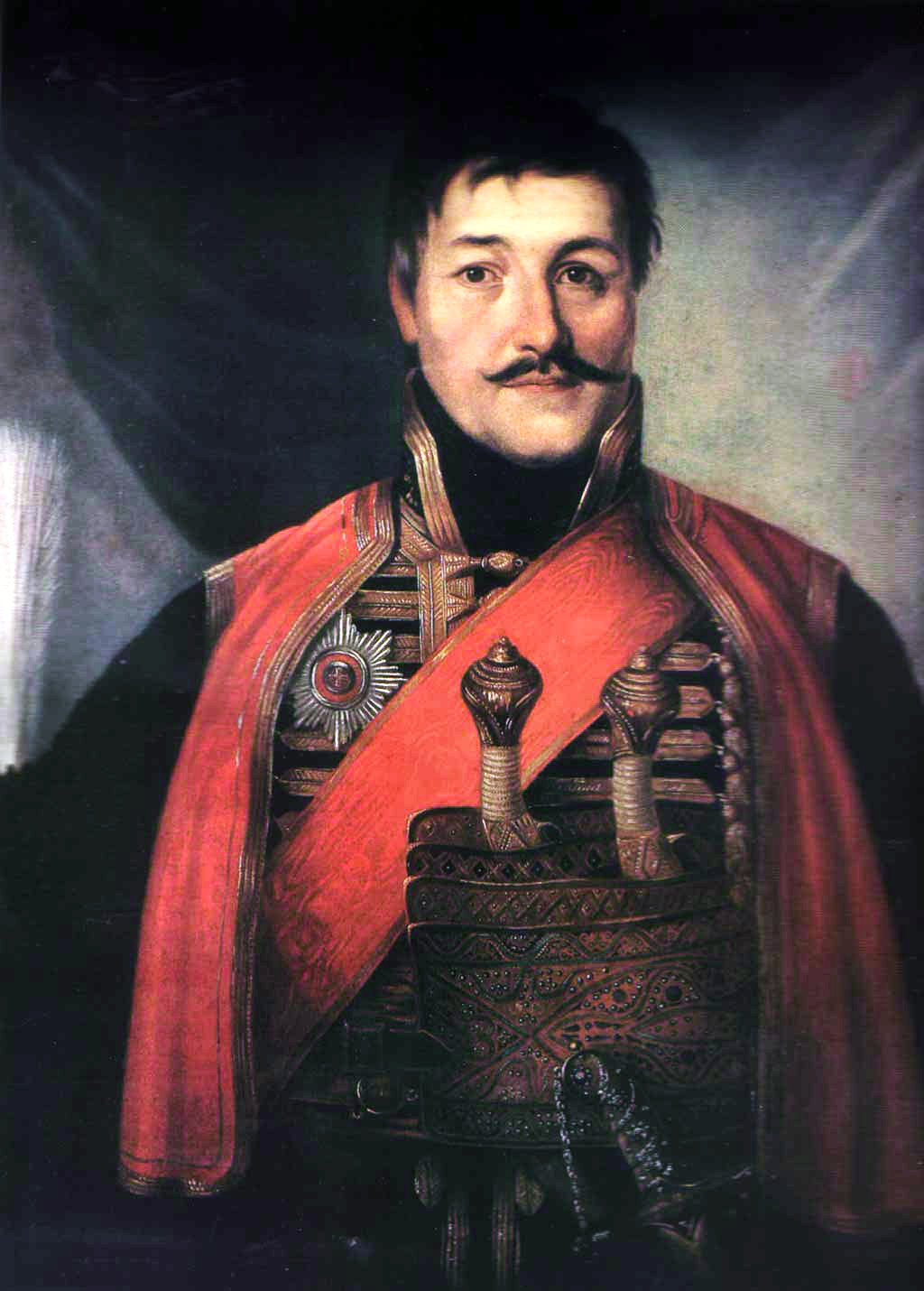
Đorđe Petrović, anomenat Karađorđe (Jordi el Negre), heroi de la Primera insurrecció sèrbia contr l'Imperi Otomà.

Sèrbia el 1813.

El Primer Aixecament Serbi va ser un aixecament dels serbis contra els otomans a Belgrad i els seus voltants entre el 14 de febrer de 1804 i el 7 d'octubre de 1813 després de més de tres-cents anys d'ocupació otomana. Va començar com una revolta local contra Dahisar, i va esdevenir la primera fase de la revolució sèrbia.
En una clàusula del tractat de Bucarest, els otomans van acordar concedir amnistia general als participants de la insurrecció, però tan bon punt es va tornar a imposar el domini turc a Sèrbia, els pobles van ser cremats i milers van ser esclavitzats. Belgrad es va convertir en un escenari de venjança brutal, el 17 d'octubre de 1813, en un sol dia, 1.800 dones i nens van ser venuts com a esclaus. També es van produir diferents actes de violència i confiscació de béns de persones. Els serbis i els albanesos islamitzats van participar especialment en aquestes accions.
L'aixecament va ser el precursor del Segon Aixecament Serbi del 1815, que finalment va conduir a la creació de la Sèrbia moderna.